# Bürchau
Bürchau è una frazione del comune tedesco di Kleines Wiesental, nel Baden-Württemberg.

Conta (2007) 195 abitanti.

## Storia
Bürchau fu nominata per la prima volta nel 1278.

Costituì un comune autonomo fino al 1º gennaio 2009.